# Benitochromis
Benitochromis és un gènere de peixos de la família dels cíclids i de l'ordre dels perciformes.

## Distribució geogràfica
És endèmic de l'Àfrica Occidental.

## Taxonomia
- Benitochromis batesii (Boulenger, 1901)
- Benitochromis conjunctus (Lamboj, 2001)[1]
- Benitochromis finleyi (Trewavas, 1974)
- Benitochromis nigrodorsalis (Lamboj, 2001)[1]
- Benitochromis riomuniensis (Thys van den Audenaerde, 1981)
- Benitochromis ufermanni (Lamboj, 2001)[1][4][5][6]